# Nolina humilis
Nolina humilis ist eine Pflanzenart der Gattung Nolina in der Familie der Spargelgewächse (Asparagaceae). Ein englischer Trivialname ist „San Luis Potosi Beargrass“.

## Beschreibung
Nolina humilis wächst stammlos, ist rhizomatös und bildet Horste von 0,4 bis 0,8 m Durchmesser. Die variablen, grasähnlichen, grünen bis gelben, auf den Boden herabfallenden Laubblätter sind 50 bis 100 cm lang und 3 bis 6 mm breit. Die Blattränder sind fein gezähnt.
Der in den Blättern kurze, etwas verzweigte Blütenstand wird 0,3 bis 0,5 m bis 1 m lang. Die cremefarbenen Blüten sind 1 bis 2 mm lang. Die Blühperiode liegt im April.
Die in der Reife kugeligen, holzigen Kapselfrüchte sind 2 bis 4 mm im Durchmesser. Die braunen, kugelförmigen Samen sind 2 bis 4 mm im Durchmesser.
Nolina humilis ist bis minus 10 °C frosthart. Sie ist kaum bekannt.

## Verbreitung und Systematik
Nolina humilis ist extrem selten. Sie ist in Mexiko im Bundesstaat San Luis Potosí in einem begrenzten Gebiet in Höhenlagen von 1800 bis 2000 m verbreitet. Sie ist vergesellschaftet mit Dasylirion-Arten.
Nolina humilis ist innerhalb der Gattung Nolina ein Mitglied der Sektion Nolina. Charakteristisch sind die grasähnlichen, langen Blätter, die Ähnlichkeiten mit der geographisch isolierten Nolina lindheimeriana aufweisen. Jedoch sind die Blätter von Nolina lindheimeriana breiter und diese besitzt einen längeren Blütenstand.
Die Erstbeschreibung erfolgte 1879 durch Sereno Watson. Ein Synonym ist Nolina watsonii (Baker) Hemsl.

## Nachweise